# Аннервенсхеканал
Аннервенсхеканал (нід. Annerveenschekanaal) — село в нідерландській провінції Дренте. Входить до муніципалітету А-ен-Гюнзе.
Його площа становить 3,25 км², а населення станом на 2021 рік складало 400 осіб.

## Галерея

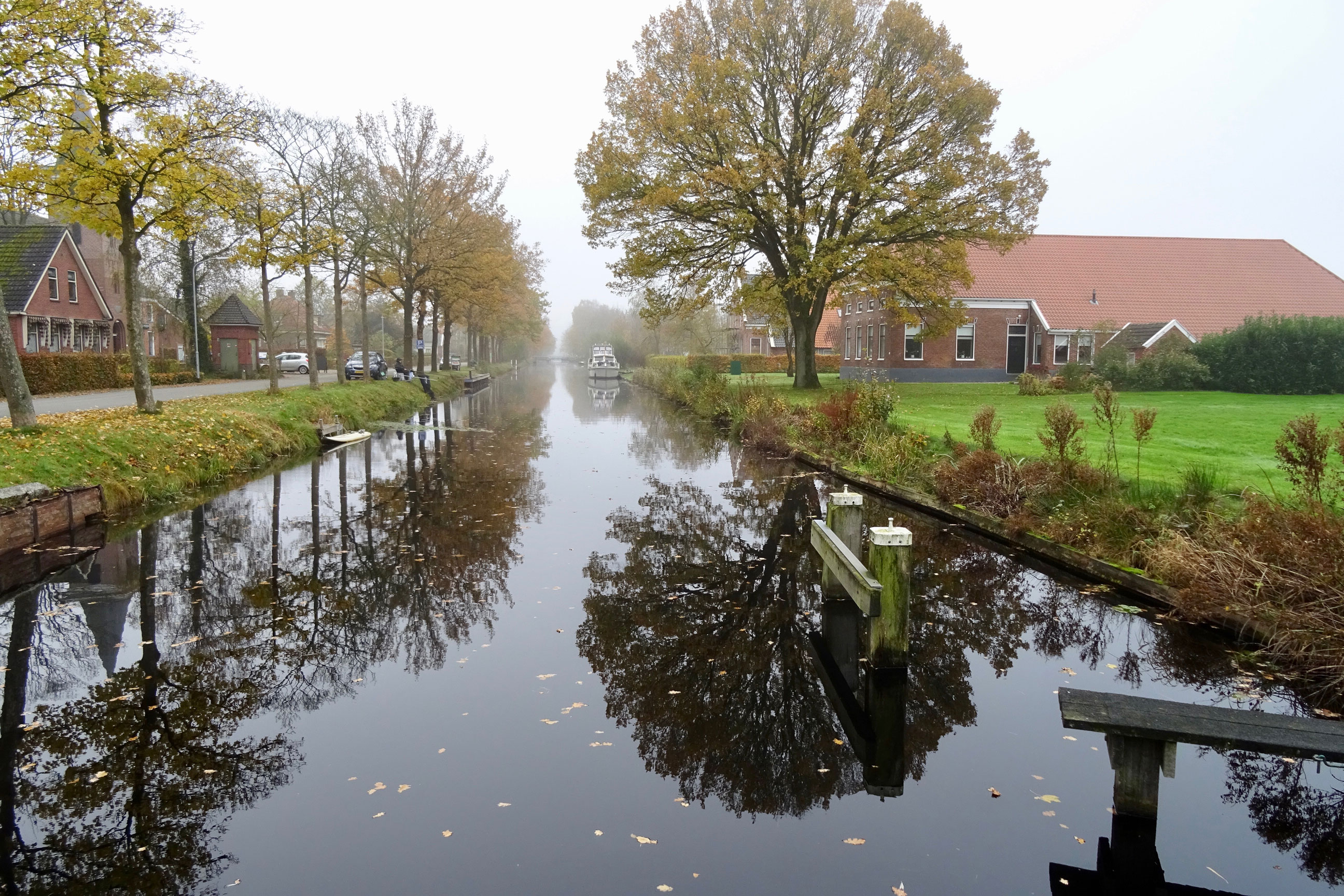
Вид на канал
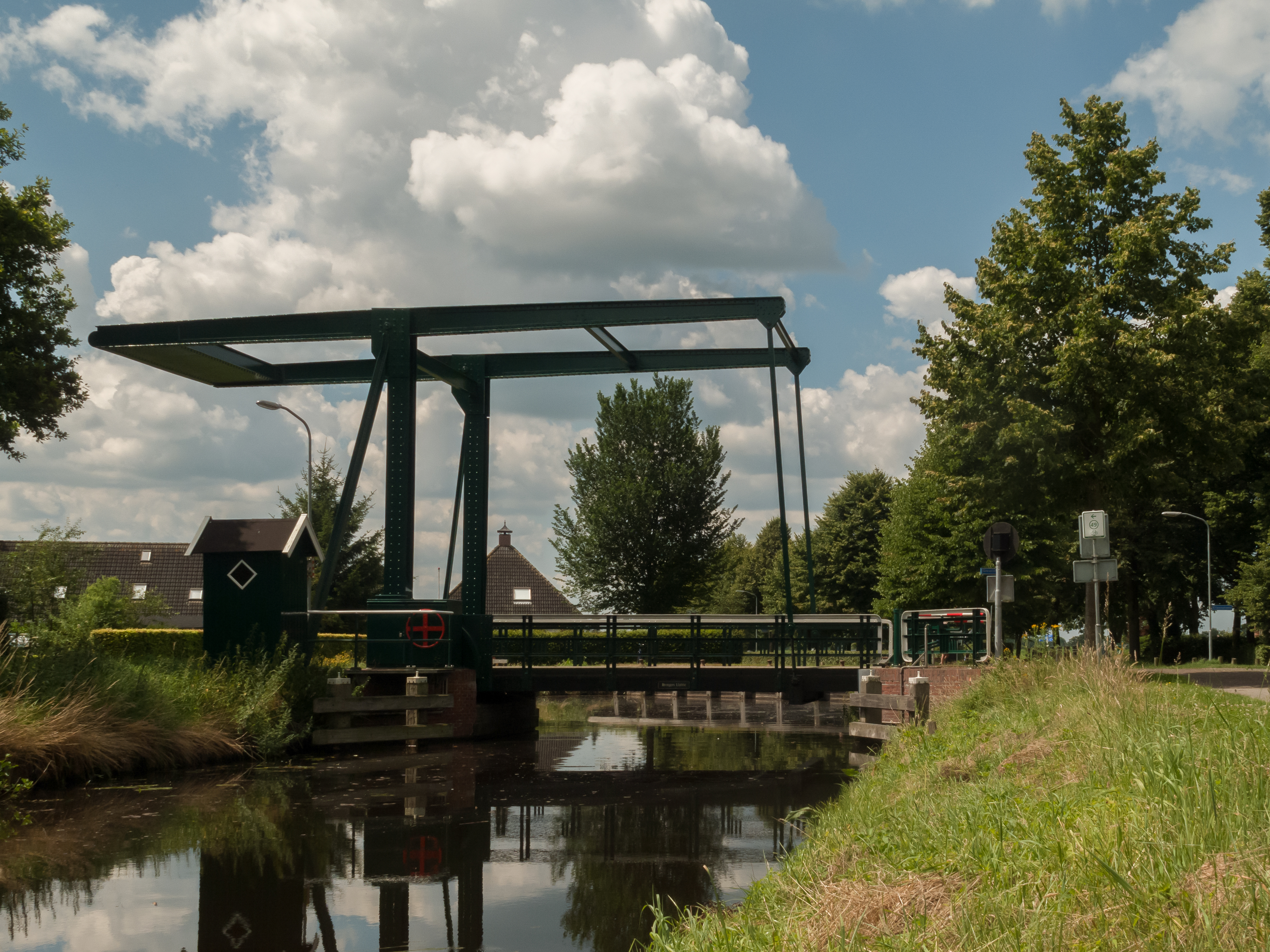
Розвідний міст
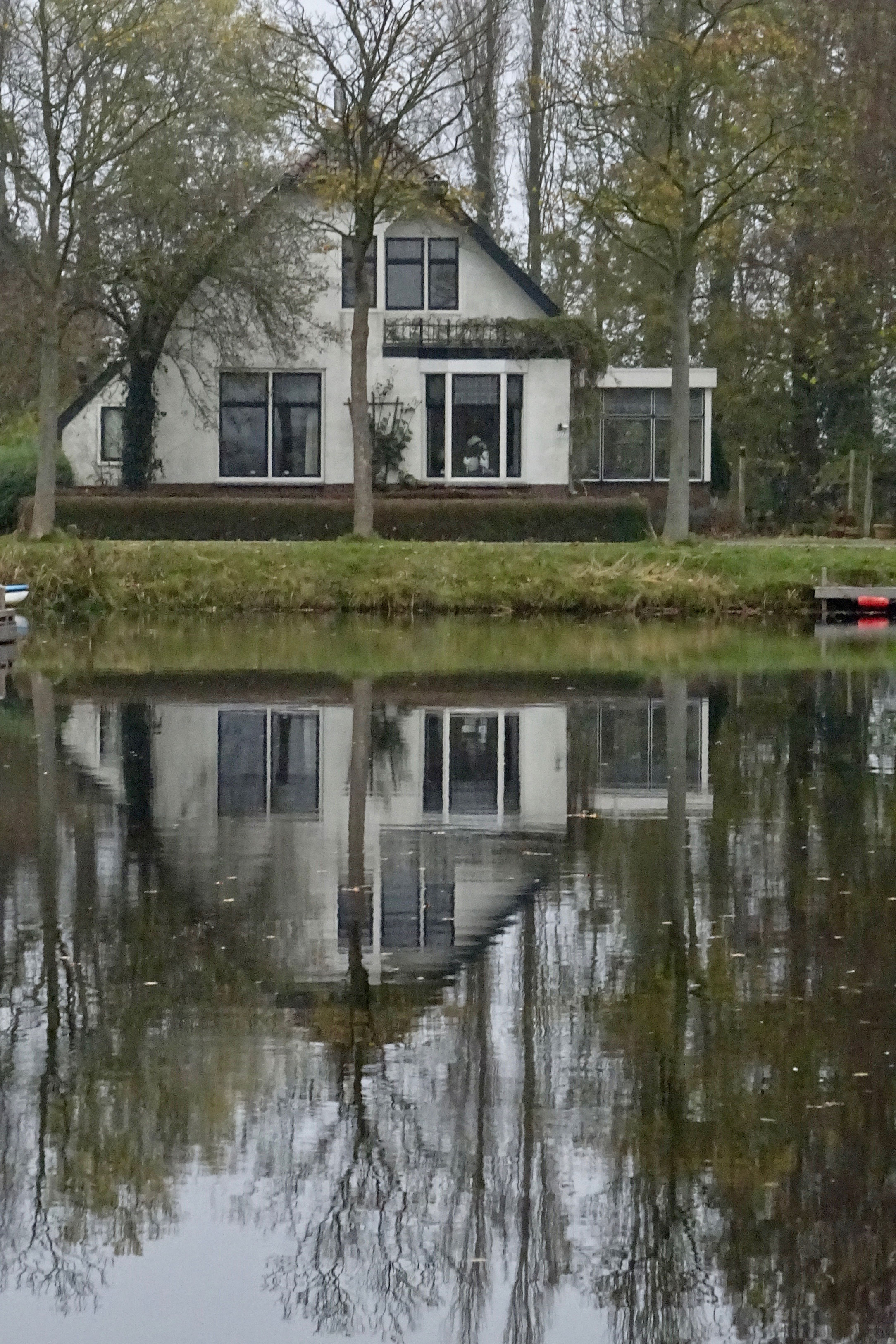
Ферма в Аннервенсхеканалі
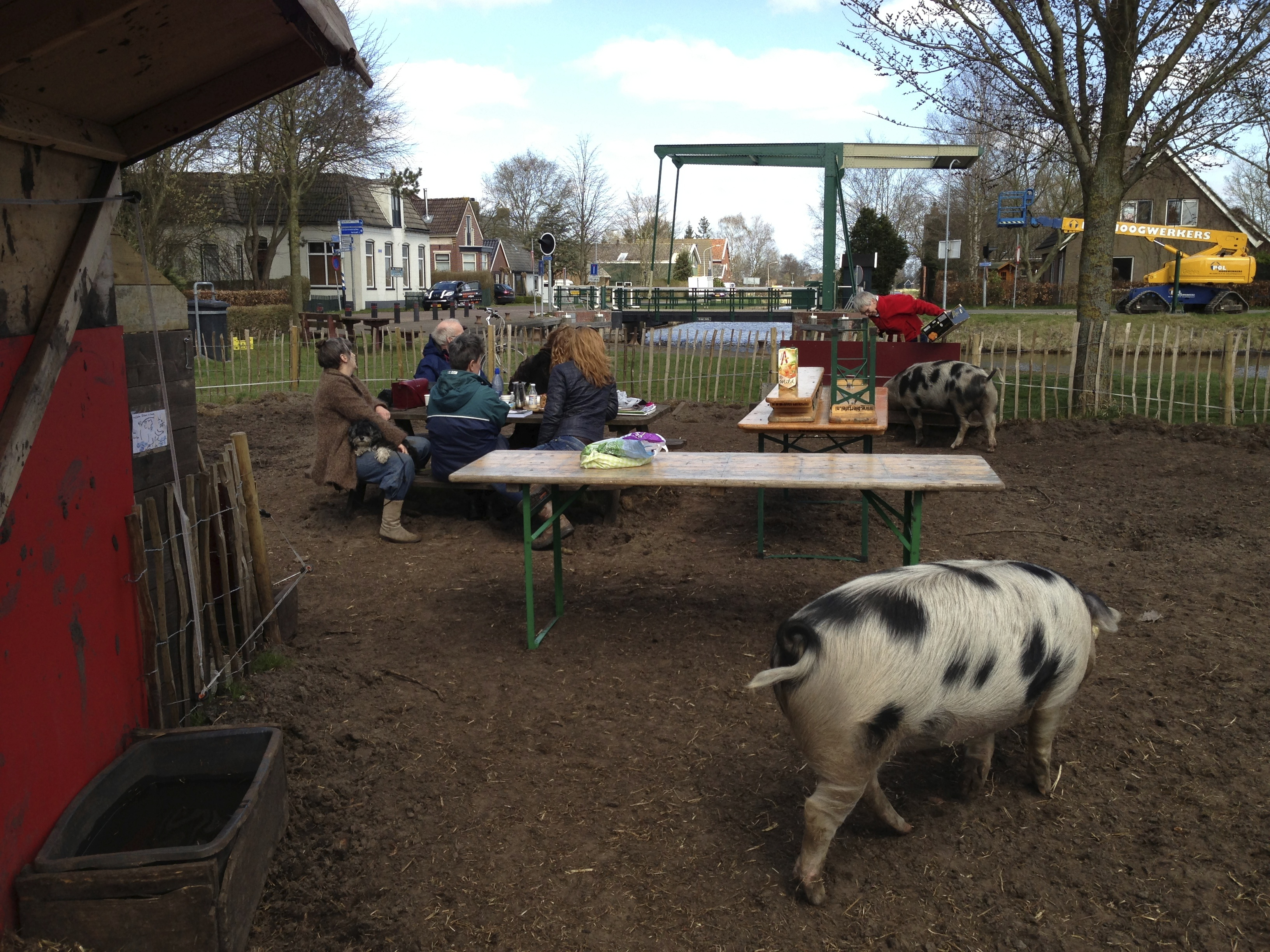
Свиноферма